# IC 1342
IC 1342 је спирална галаксија у сазвјежђу Водолија која се налази на листи објеката дубоког неба у Индекс каталогу.
Деклинација објекта је - 14° 29' 42" а ректасцензија 21h 0m 25,5s. Привидна величина (магнитуда) објекта IC 1342 износи 13,9 а фотографска магнитуда 14,6. IC 1342 је још познат и под ознакама MCG -3-53-17, IRAS 20576-1441, PGC 65878.